# Coll del Tourmalet
El Coll del Tormalet o Tormalet (2.114 m) és un port de muntanya dels Pirineus situat a la Gascunya. Administrativament forma part del departament dels Alts Pirineus.
Al peu de la muntanya hi ha la vila de Campan al costat est del port, mentre que l'estació d'esquí de La Mongie és a dues terceres parts de l'ascensió.
Tormalet és també el nom d'un formatge fet amb llet d'ovella produït a aquestes muntanyes.

## Detalls del port
El costat oest, des de Lus e Sent Sauvaire, té un recorregut de 19 quilòmetres. La pujada és de 1.404 m d'altitud a un desnivell mitjà del 7% amb un màxim del 10,2% poc abans de coronar. Pel cantó est, el recorregut és de 17,2 km amb un desnivell del 7,4% i un màxim del 10%. Cada quilòmetre està marcat amb la distància que queda i el pendent mitjà del quilòmetre següent.

## El Tour de França

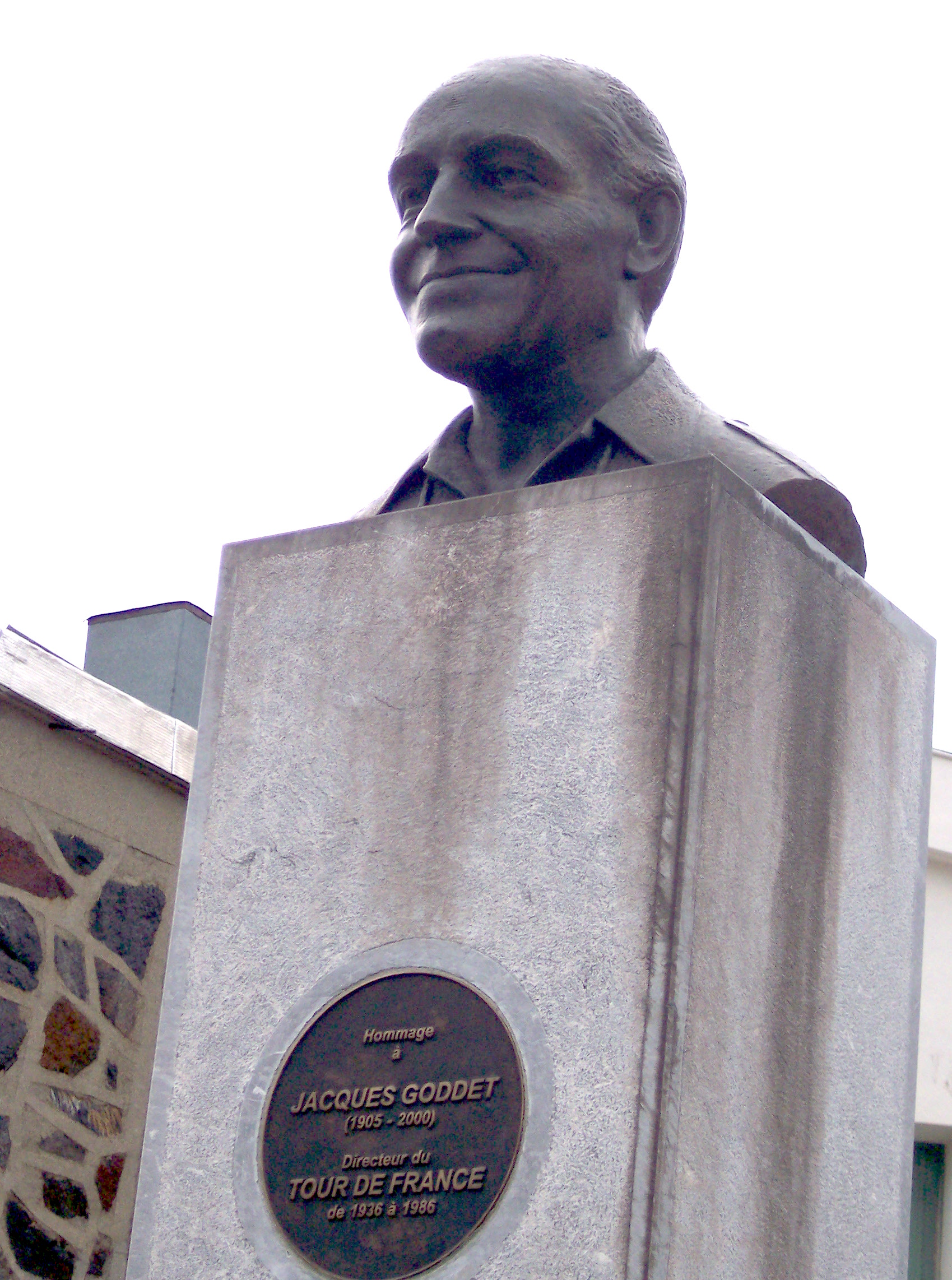
Jacques Goddet Memorial al cim del Tormalet.

El Tormalet és un dels port mítics del Tour de França conjuntament amb l'Aup d'Uès, el Ventor o el Galibier entre d'altres. La primera vegada que es pujà el port fou l'any 1910, quan s'introduïren els Pirineus. El primer guanyador fou Octave Lapize, que va acabar guanyant aquella edició del Tour.
Des de 1947, el Tour ha pujat 54 vegades al Tormalet, sense comptar dues finals d'etapa l'any 1974 i 2010. Des de 1980 es considera com un port hors catégorie o fora de categoria. La Vuelta a España també ha pujat el port en algunes ocasions.
Quan es corona el port, es pot trobar una estàtua en record de Jacques Goddet, director del Tour entre 1936 i 1987.

### Guanyadors al Tormalet
| Any  | Etapa | Categoria | Ciclista que corona           |
| ---- | ----- | --------- | ----------------------------- |
| 2025 | 14    | HC        | Lenny Martinez                |
| 2024 | 14    | HC        | Oier Lazkano                  |
| 2023 | 6     | HC        | Tobias Halland Johannessen    |
| 2021 | 18    | HC        | Pierre Latour                 |
| 2019 | 15    | HC        | Thibaut Pinot                 |
| 2016 | 8     | HC        | Thibaut Pinot                 |
| 2015 | 11    | HC        | Rafał Majka                   |
| 2014 | 18    | HC        | Blel Kadri                    |
| 2012 | 16    | HC        | Thomas Voeckler               |
| 2011 | 12    | HC        | Jérémy Roy                    |
| 2010 | 17    | HC        | Andy Schleck                  |
| 2010 | 16    | HC        | Christophe Moreau             |
| 2009 | 9     | HC        | Franco Pellizotti             |
| 2008 | 10    | HC        | Remy di Gregorio              |
| 2006 | 11    | HC        | David de la Fuente            |
| 2003 | 15    | HC        | Sylvain Chavanel              |
| 2001 | 14    | HC        | Sven Montgomery               |
| 1999 | 16    | HC        | Alberto Elli                  |
| 1998 | 10    | HC        | Alberto Elli                  |
| 1997 | 9     | HC        | Javier Pascual Rodríguez      |
| 1995 | 15    | HC        | Richard Virenque              |
| 1994 | 12    | HC        | Richard Virenque              |
| 1993 | 17    | HC        | Tony Rominger                 |
| 1991 | 13    | HC        | Claudio Chiappucci            |
| 1990 | 16    | HC        | Miguel Ángel Martínez         |
| 1989 | 10    | HC        | Robert Millar                 |
| 1988 | 15    | HC        | Laudelino Cubino              |
| 1986 | 13    | HC        | Dominique Arnaud              |
| 1985 | 17    | HC        | Pello Ruiz-Cabestany          |
| 1983 | 10    | HC        | Patrocinio Jiménez            |
| 1980 | 13    | HC        | Raymond Martin                |
| 1978 | 11    | 1         | Michel Pollentier             |
| 1977 | 2     | 1         | Lucien van Impe               |
| 1976 | 15    | 1         | Francisco Galdos              |
| 1975 | 11    | 1         | Lucien van Impe               |
| 1974 | 18    | 1         | Gonzalo Aja                   |
| 1973 | 14    | 1         | Bernard Thévenet              |
| 1972 | 8     | 1         | Roger Swerts                  |
| 1971 | 16    | 1         | Lucien van Impe               |
| 1970 | 19    | 1         | Andrés Gandarias              |
| 1969 | 17    | 1         | Eddy Merckx                   |
| 1968 | 8     | 1         | Jean-Pierre Ducasse           |
| 1967 | 17    | 1         | Julio Jiménez                 |
| 1965 | 9     | 1         | Julio Jiménez                 |
| 1964 | 16    | 1         | Julio Jiménez i Bahamontes    |
| 1963 | 17    | 1         | Raymond Poulidor i Bahamontes |
| 1962 | 17    | 1         | Federico Bahamontes           |
| 1961 | 17    | 1         | Marcel Queheille              |
| 1960 | 11    | 1         | Kurt Gimmi                    |
| 1959 | 10    | 1         | Armand Desmet                 |
| 1957 | 18    | 1         | José Da Silva                 |
| 1955 | 18    | 1         | Miquel Poblet                 |
| 1954 | 12    | 1         | Federico Bahamontes           |
| 1953 | 11    | 1         | Jean Robic                    |
| 1952 | 18    | 1         | Fausto Coppi                  |
| 1951 | 14    | 1         | Jean Diederich                |
| 1950 | 11    | 1         | Kléber Piot                   |
| 1949 | 11    | 1         | Fausto Coppi                  |
| 1948 | 8     | 1         | Jean Robic                    |
| 1947 | 15    | 1         | Jean Robic                    |